# Коричневый эль
Коричневый эль (англ. Brown Ale), или бурый эль — традиционное тёмное английское пиво, тип эля с содержанием спирта 2,8-5,4 % об.

## История

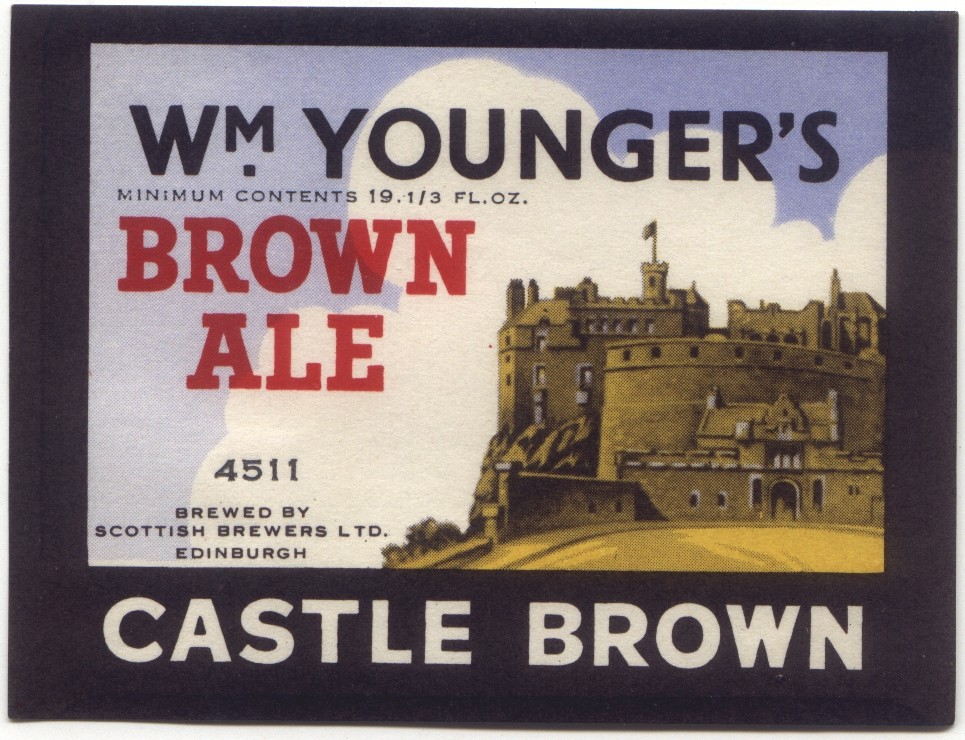
Wm.Younger’s Brown ale (этикетка)

В XVIII веке британский коричневый эль чрезвычайно популярен, но около 1800 года этот стиль почти исчез, так как пивовары прекратили использование тёмного солода в качестве основы для производства. Светлый солод дешевле, к тому же был введен налог на пивоварение, в том числе на производство портера и стаута.
Стиль «браун эль» был возрождён только в конце XIX века, когда лондонский пивовар Ман начал производство пива с таким именем. Тем не менее, стиль стал популярен после 1920 года. Коричневый эль в этот период был значительно крепче, чем современные английские версии.
В 1927 году пивоварня Tyne Brewery, часть союза Newcastle Breweries в Ньюкасле, начала производство «Newcastle Brown Ale», который стал самым популярной маркой в этом стиле. В 1928 году разработан логотип бренда — синяя пятиконечная звезда, символизирующая пять пивоваренных заводов, составляющих Newcastle United Breweries. В 1960 году Newcastle Breweries объединяется с шотландским концерном Scottish Brewers. Образовавшийся в результате слияния Scottish & Newcastle стал одним из крупнейших пивоваренных корпораций в мире, но в 2006 году активы были приобретены компаниями Carlsberg и Heineken International. Производственные активы в Великобритании и права на соответствующие товарные знаки, в том числе «Newcastle Brown Ale», перешли к Heineken International. К 2008 году «Newcastle Brown Ale» становится одним из самых популярных английский элей, составляя 42 % на рынке Великобритании среди бутылочного и баночного пива.
В Северной Америке стиль развивался под влиянием британских традиций пивоварения в сочетании с местными ингредиентами и инновациями американских домашних пивоваров.
Некоторые классификации относят к группе коричневых элей и мягкий эль.

## Виды английского браун-эля
Английский браун-эль обычно делят на две географические подргуппы:
- Южноанглийский браун-эль (Southern English Brown Ale). Южноанглийский коричневый эль «лондонского типа» темнее, слаще и имеет более низкую плотность по сравнению с североанглийским. Цвет варьируется от светло- до тёмно-коричневого, почти чёрного. Слабая прозрачность. Формирует небольшую пену от кремового до желтовато-коричневого цвета. Солодово-сладкий вкус с оттенками карамели и спелых фруктов, таких как сливы и/или изюм. Содержание алкоголя: 2,8-4,2 % об. Типичные торговые марки: Mann’s Brown Ale, Tolly Cobbold Cobnut Nut Brown Ale.

- Североанглийский браун-эль (Northern English Brown Ale). Браун-эль «Ньюкасловского типа» светлее, крепче и обладает более высокой плотностью по сравнению с южноанглийским коричневым элем. Готовится на английском хмеле и солоде для мягкого эля или бледного эля, может включать в себя тёмный шоколадный солод для получения характерного цвета и ореховых свойств. Отличается цветом от тёмно-янтарного до красновато-коричневого и хорошей прозрачностью. Формирует от слабой до умеренной пену от кремового до яркого жёлто-коричневатого цвета. Обладает лёгким, сладким солодовым ароматом с конфетными, ореховыми и/или карамельными нотками и ненавязчивым и свежим ароматом хмеля. Вкус солода и хмеля сбалансированный, от полусухого до сухого. Содержание алкоголя: 4,2-5,4 % об. Типичные торговые марки: Newcastle Brown Ale, Samuel Smith’s Nut Brown Ale, Tolly Cobbold Cobnut Special Nut Brown Ale, Goose Island Hex Nut Brown Ale.

## Американский браун-эль
- Американский браун-эль (American Brown Ale) — коричневое пиво с сильным вкусом, созданное американскими домашними пивоварами. По сравнению с американским бледным элем и янтарным элем имеет выраженные карамельные и шоколадные нотки, которые уравновешивают хмелевую горечь. В производстве используется американский и европейский светлый солод, а также кристальный и тёмный солод. Цвет от светло- до тёмно-коричневого, прозрачное. Формирует от небольшой до умеренной пену от кремового до жёлто-коричневого цвета. Солодовый, сладкий и интенсивный аромат, часто с шоколадными, карамельными, ореховыми нотками. Запах хмеля от слабого до умеренного. Солодовый вкус, часто с карамельными, шоколадными и копчёными нотками, со средней горечью и вкусом хмеля от слабого до умеренного. Содержание алкоголя: 4,3-6,2 % об. Типичные торговые марки: Brooklyn Brown Ale, Great Lakes Cleveland Brown Ale, Avery Ellie’s Brown Ale, Left Hand Deep Cover Brown Ale, Bell’s Best Brown, North Coast Acme Brown, Lost Coast Downtown Brown, Big Sky Moose Drool Brown Ale.